# Tell Tamer
Tell Tamer (em árabe: تَلّ تَمْر, translit. Tall Tamr, em curdo:  Girê Xurma ou Til Temir, em siríaco:  ܬܠ ܬܡܪ ) também conhecida como Tal Tamr ou, ainda, Tal Tamir, é uma cidade no oeste da província de al-Hasakah, nordeste da Síria. É o centro administrativo do Subdistrito de Tell Tamer composto por 13 municípios.

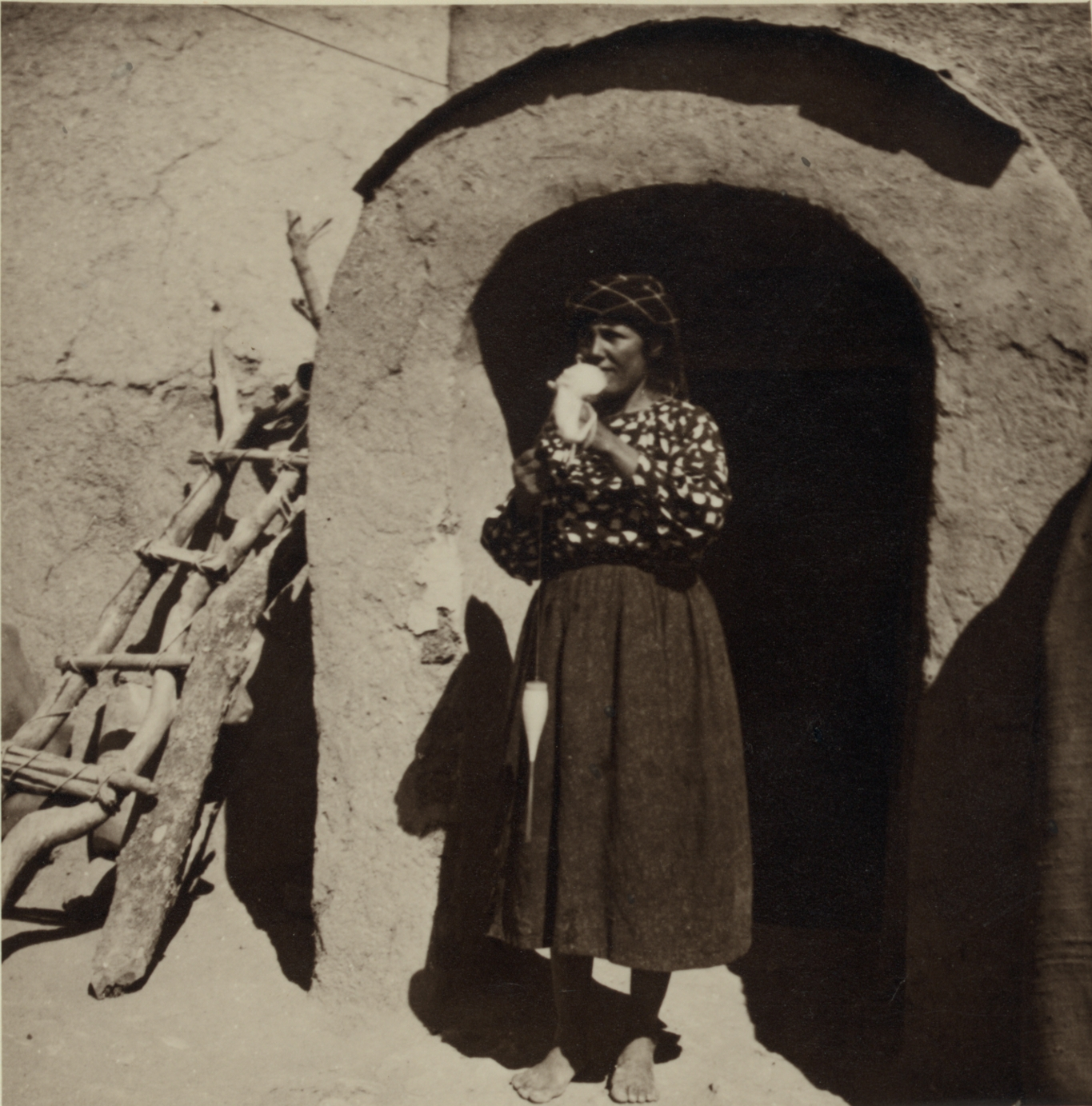
Mulher em Tell Tamer (1939)

Originalmente foi construída e habitada por assírios da tribo Upper Tyari no final dos anos 1930, a cidade agora é predominantemente povoada por curdos e árabes, com os assírios permanecendo uma minoria substancial de cerca de 20%. No censo de 2004, Tell Tamer tinha uma população de 7.285.
Localizada no rio Khabur, em uma interseção entre a rodovia M4 (Aleppo - Mosul) e a estrada principal entre al-Hasakah e Diyarbakır (Turquia), a cidade é um centro de transporte de grande importância.